# Eusyllis brevicirrata
Eusyllis brevicirrata är en ringmaskart som beskrevs av Knox och Cameron 1971. Eusyllis brevicirrata ingår i släktet Eusyllis och familjen Syllidae. Inga underarter finns listade i Catalogue of Life.